# Norra Torneträsk
Norra Torneträsk este o arie protejată (arie specială de conservare — SAC, sit de importanță comunitară — SCI) din Suedia întinsă pe o suprafață de 45.888,4 ha, integral pe uscat.

## Localizare
Centrul sitului Norra Torneträsk este situat la coordonatele 68°25′53″N 19°08′44″E / 68.4315°N 19.1455°E.

## Înființare
Situl Norra Torneträsk a fost declarat sit de importanță comunitară în mai 2000 pentru a proteja 5 specii de plante și 8 specii de animale. Situl a fost protejat și ca arie specială de conservare în decembrie 2009.

## Biodiversitate
Situată în ecoregiunea alpină, aria protejată conține 14 habitate naturale: Grohotișuri silicioase de la nivelul montan până la nivelul zăpezii (Androsacetalia alpinae și Galeopsietalia ladani), Pante stâncoase calcaroase cu vegetație casmofită, Tufărișuri subarctice cu Salix spp., Peșteri inaccesibile publicului, Pajiști alpine și boreale, Grohotișuri calcaroase și de șisturi calcaroase de la nivelul montan până la nivelul alpin (Thlaspietea rotundifolii), Păduri nordice subalpine/subarctice cu Betula pubescens ssp. czerepanovii, Pajiști alpine și subalpine calcaroase, Mlaștini turboase de tranziție și turbării mișcătoare, Ghețari permanenți, Râuri de munte și vegetația erbacee de pe malurile acestora, Ape stătătoare oligotrofe până la mezotrofe, cu vegetație de Littorelletea uniflorae și/sau de Isoëto-Nanojuncetea, Turbării Palsa, Formațiuni pioniere alpine de Caricion bicoloris-atrofuscae.
La baza desemnării sitului se află mai multe specii protejate:
- plante (5): Braya linearis, papucul doamnei (Cypripedium calceolus), Luzula arctica, Orthothecium lapponicum, Viola rupestris subsp. relicta
- mamifere (3): gluton (Gulo gulo), vidră de râu (Lutra lutra), râs eurasiatic (Lynx lynx)
- nevertebrate (5): Agriades glandon aquilo, Clossiana improba, Hesperia comma catena, Vertigo genesii, Vertigo geyeri